# Svetlana Peciorskaia
Svetlana Peciorskaia (n. 14 noiembrie 1968, Sverdlovsk, RSFS Rusă, URSS) este o biatlonistă ce a reprezentat Uniunea Republicilor Sovietice Socialiste, medaliată olimpică. A participat la o ediție a Jocurilor Olimpice (1992) în care a câștigat o medalie de argint.

## Participări
Lista de mai jos prezintă principalele competiții la care a participat Svetlana Peciorskaia de-a lungul carierei.
- biathlon at the 1992 Winter Olympics – women's individual[*]